# Las suplicantes (Eurípides)
Las suplicantes (Ικέτιδες) es el título de una tragedia de Eurípides. Suele ser datada hacia el año 423 a. C., por cuestiones de estilo y también porque el contenido político que se desprende de la obra, particularmente del debate entre Teseo y el heraldo tebano, hace suponer que se compuso poco después de la batalla de Delio, en la que Tebas venció a Atenas.

## Personajes
- ETRA
- CORO de SUPLICANTES ARGIVAS[1]
- TESEO
- ADRASTO
- Un HERALDO TEBANO
- Un MENSAJERO ATENIENSE
- EVADNE
- IFIS
- CORO de NIÑOS
- ATENEA

## Argumento

### Marco
La acción se desarrolla en Eleusis. 
La expedición del ejército de Argos contra Tebas ha fracasado. Los tebanos no han permitido que los cadáveres de los caudillos del ejército argivo sean recogidos y honrados y sus madres se hallan con ramos de suplicantes en las gradas de los altares de Deméter y Core mientras Adrasto, el rey de Argos, se halla al lado junto a los hijos de los caudillos.
Las suplicantes y Adrasto imploran a la anciana Etra que intercedra para que su hijo Teseo, rey de Atenas, mediante el diálogo o mediante la fuerza, consiga recuperar los cadáveres.

### Teseo decide prestar su ayuda
Llega Teseo y dialoga con Adrasto. Éste cuenta todos las causas de la expedición contra Tebas: por la interpretación de un oráculo, Adrasto casó a sus hijas con Polinices y Tideo, y se comprometió a ayudar a Polinices a recuperar sus derechos como rey de Tebas, aunque reconoce que la expedición fue en contra de la opinión del adivino Anfiarao. Adrasto suplica ayuda para recuperar los cuerpos de los muertos y así poder enterrarlos. 
En un principio, Teseo se niega a prestarle ayuda y le dice que la culpa de sus desgracias se debe a sus malas decisiones. Pero Etra consigue convencerlo argumentando que se trata de una causa justa.

### Negociaciones con los tebanos
Teseo reúne un ejército y se dispone a enviar un heraldo para pedirle al rey de Tebas que permita rendir honores a los muertos argivos, y para ofrecerle la amistad de Atenas.
Antes de que parta el heraldo, aparece otro, tebano, con un mensaje de su rey: Creonte. Se entabla un debate entre el recién llegado y Teseo acerca de la conveniencia de que una ciudad sea gobernada por el criterio de un solo hombre, como en Tebas, o que la soberanía la ostente el pueblo, como en Atenas.
A continuación, el heraldo tebano emite el mensaje de Creonte, que consiste en una orden a Teseo de que no preste ayuda a Adrasto ni trate de recuperar los cadáveres, porque los asuntos de Argos no le conciernen. En caso de que Teseo haga caso omiso, será combatido por las armas.
Teseo responde que no tiene por qué acatar las órdenes de Creonte porque él no es su señor, y que su propósito de recuperar los cadáveres de los argivos es un acto de justicia para que se cumpla la ley de toda la Hélade.
Ante la falta de acuerdo, los ejércitos se disponen para el combate.

### Expedición armada
Un mensajero cuenta a Adrasto y a las suplicantes argivas el resultado del enfrentamiento armado. Los ejércitos han entablado un igualado combate, y, tras la intervención de Teseo en apoyo del flanco más débil, el ejército ateniense ha vencido y ha hecho retroceder a los tebanos, pero Teseo no ha querido rebasar los muros de la ciudad. 
A continuación, Teseo ha hecho enterrar los cadáveres de los muertos de la expedición argiva, excepto los de los principales caudillos.

### Honores por los caudillos muertos
Las suplicantes y Adrasto han acudido a honrar los cuerpos sin vida de los caudillos: los de Capaneo, Eteoclo, Hipomedonte, Partenopeo y Tideo. Adrasto expone a Teseo las virtudes de cada uno, así como las de dos más cuyos cuerpos no están presentes: Anfiarao y Polinices. 
Como Capaneo ha sido fulminado por un rayo de Zeus, ha de ser ser enterrado en un túmulo aparte. El resto ha de ser ser incinerados en una pira.
Evadne, la esposa de Capaneo, acude a honrar el túmulo de su esposo y se dispone a arrojarse ella misma a la pira. Llega su padre, Ifis, que no puede convencerla de que dé marcha atrás en sus intenciones y acaba viendo a su hija lanzarse a la pira.
La diosa Atenea manda a Teseo que jure a Adrasto que los argivos jamás entrarán en guerra con los atenienses. A los hijos de los caudillos argivos les dice que cuando alcancen edad suficiente comandarán otra expedición contra Tebas, y que serán llamados Epígonos.